# Sekonda

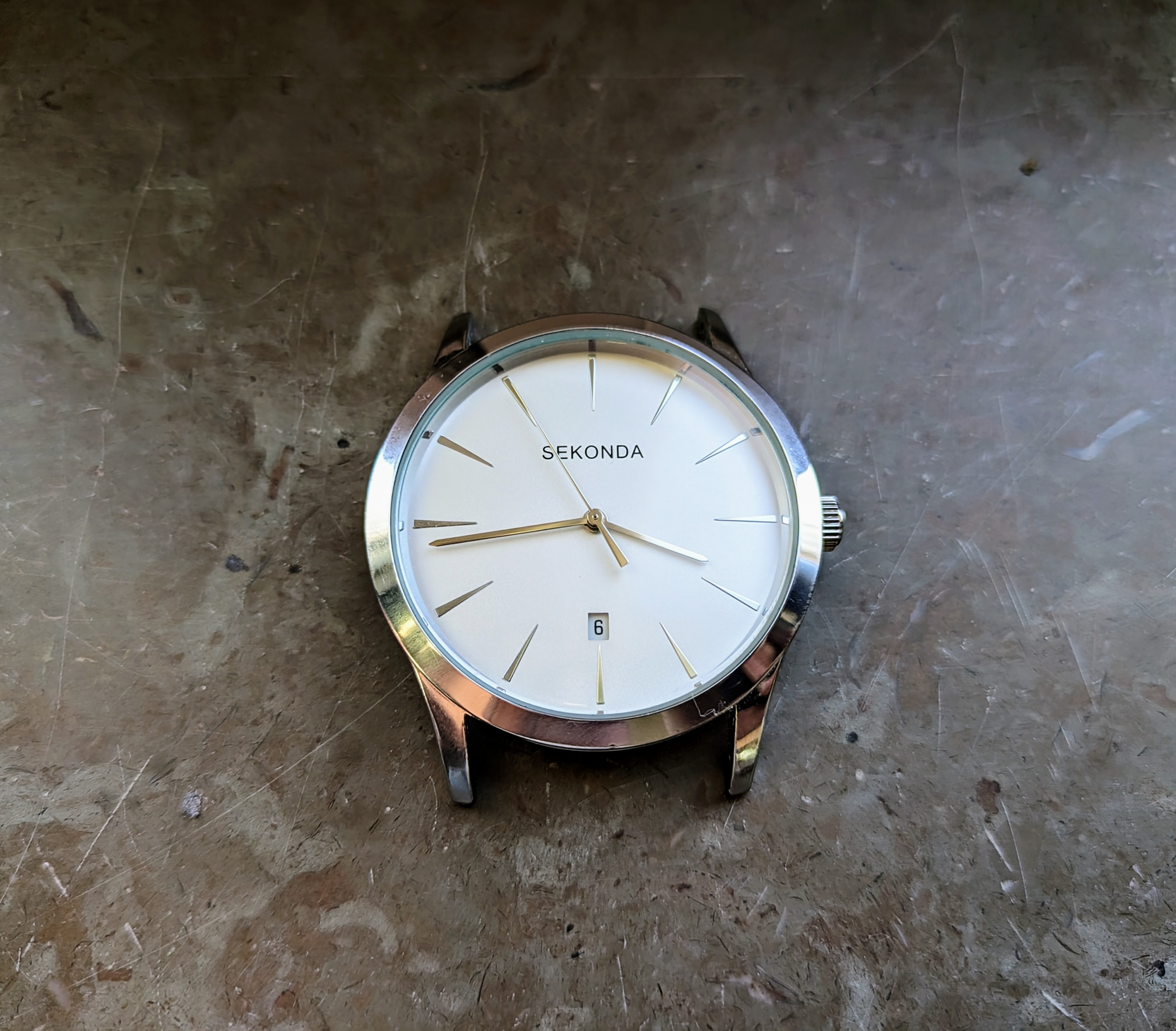
Sekonda kvartsur, cirka 2005. Modellnummer 3531 AMT.

Sekonda är ett brittiskt klockmärke introducerat 1966. Företaget grundades i Leicester som från början producerade från början sina armbandsur i Sovjetunionen, med små kollektioner av mekaniska ofta rysktillverkade armbandsur, i samarbete med tillverkaren Poljot, tillverkade i Moskva. Senare samarbetade med andra sovjetiska urtillverkare som till exempel Slava och Raketa, samt i flera andra städer och fabriker i Sovjetunionen, bland annat i staden Uglitsj i Jaroslavl oblast.

## Historia
Under 1970-talet flyttade man dock kontoret till Storbritannien. Då kvartsuren, de batteridrivna klockorna, blev allt vanligare även i Ryssland, såg man en affärsidé att introducera dessa dessa ur även i Storbritannien. Man skiftade från att producera mekaniska ur, och lämnade Ryssland för att istället övergå till att producera kvartsur i Asien. Först flyttades produktionen till Hongkong under mitten av 1970-talet. År 1978 sålde Sekonda en miljon klockor i Storbritannien.
Mellan 1998 och 2002 var Sekonda huvudsponsor till Ice Hockey Superleague, Storbritanniens då högsta division i ishockey.  Man har även sponsrat bland annat den brittiska TV-serien och tävlingsprogrammet Popstar to Operastar som sändes på ITV. Sekondas armbandsur säljs också ofta ombord på flygningar via tax-free i Europa och Asien. Bland annat hos flygbolag som Virgin Atlantic Airways, Norwegian Air Shuttle och El Al.

## Sortiment
Sekonda tillverkar numera mest kvartsur, i budgetklass, med några få mekaniska modeller i sortimentet. Urverken i de mekaniska klockorna kommer från ETA i Schweiz eller Miyota i Japan. Kvartsuren produceras i Kina. Sekonda tillverkar klassiska dressklockor, pilotur, dykarur, kronografer och även digitalur. Sedan slutet av 2010-talet producerar de även smartklockor. Sekonda ägs av Time Products UK sedan 2000-talet, och Sekonda äger i sin tur klockvarumärket Accurist.